# Parapiptadenia
Parapiptadenia es un género de plantas fanerógamas perteneciente a la familia Fabaceae en la subfamilia Mimosoideae. Comprende 15 especies descritas y de estas, solo 6 aceptadas.

## Taxonomía
El género fue descrito por John Patrick Micklethwait Brenan y publicado en Kew Bulletin 17(2): 228. 1963.

## Especies aceptadas
A continuación se brinda un listado de las especies del género Parapiptadenia aceptadas hasta diciembre de 2014, ordenadas alfabéticamente. Para cada una se indica el nombre binomial seguido del autor, abreviado según las convenciones y usos.
- Parapiptadenia blanchetii (Benth.) Vaz & M.P.Lima
- Parapiptadenia excelsa (Griseb.) Burkart
- Parapiptadenia ilheusana G.P.Lewis
- Parapiptadenia pterosperma (Benth.) Brenan
- Parapiptadenia rigida (Benth.) Brenan
- Parapiptadenia zehntneri (Harms) M.P.Lima & H.C.Lima